# العرشي (همدان)

تعديل مصدري - تعديل

العرشي هي إحدى قرى عزلة ربع همدان بمديرية همدان التابعة لمحافظة صنعاء، يبلغ تعداد سكانها 425 نسمة حسب تعداد اليمن لعام 2004.